# Emmi AG
Emmi AG mit Sitz in Luzern ist die grösste Molkerei der Schweiz. Das börsennotierte Unternehmen erwirtschaftet derzeit über die Hälfte seines Umsatzes im Ausland. Zur Emmi-Gruppe gehören in der Schweiz zahlreiche Produktionsbetriebe. Ausserhalb der Schweiz hat Emmi Produktionsbetriebe u. a. in Chile, Deutschland, Italien, den Niederlanden, Österreich, Spanien, Tunesien, Brasilien, Kanada und den USA. Emmi gehört zu den 500 grössten Unternehmen in der Schweiz.

## Geschichte

### Zentralschweizer Milchproduzenten
1907 gründeten 62 milchbäuerliche Genossenschaften aus dem Kanton Luzern den Zentralschweizerischen Milchverband Luzern (MVL). Nach der Aufnahme eines Verbands aus dem Kanton Zug wurde der MVL 1916 in Zentralschweizerischen Milchverband (ZMV) umbenannt. 1947 produzierte dieser in Emmen erstmals Weichkäse unter dem von Emmen abgeleiteten Markennamen Emmi. Im darauffolgenden Jahr wurde das Emmi-Yoghurt lanciert. 1999 änderte der ZMV seinen Namen in Zentralschweizer Milchproduzenten (ZMP). 2021 wurde Thomas Grüter (Die Mitte) Präsident der ZMP. Die ZMP ist Mitglied der Schweizer Milchproduzenten sowie Hauptaktionär der Bergkäserei Marbach AG in Escholzmatt-Marbach.

### Emmi AG
1993 gründete der ZMV die Emmi Schweiz AG, um die kommerziellen Tätigkeiten von den Verbandsaktivitäten zu trennen. 1996/1997 wurde als Holdinggesellschaft die Emmi AG gegründet. 1998 wurde die Emmi Deutschland GmbH gegründet, mit Eintragung ins Handelsregister im Folgejahr. Der damalige Unternehmenssitz war die Gemeinde Willstätt in Baden-Württemberg. Durch Übernahmen wird Emmi 2001 der grösste Milchverarbeiter in der Schweiz. Im gleichen Jahr wurde die Josef Hosp GmbH, mit Unternehmenssitz in Nüziders, in Emmi Österreich GmbH umfirmiert. 2002 übernahm Emmi das Käsegeschäft der Swiss Dairy Food in der Schweiz und in Deutschland. Im gleichen Jahr hat Emmi erstmals Käse nach Russland exportiert. Seit Dezember 2004 ist das Unternehmen an der Schweizer Börse SIX Swiss Exchange im Segment Schweizer Aktien kotiert. Im gleichen Jahr gründete Emmi eine Niederlassung in Frankreich. 2006 wurde eine Tochtergesellschaft in Schweden gegründet.
Im November 2020 wurde bekannt, dass Emmi beabsichtigt, die Käserei in Emmen durch einen Neubau zu ersetzen. Dessen Fertigstellung und Inbetriebnahme erfolgte 2022. Die Käserei Studer investiert in Hefenhofen in einen Käsereineubau. Im März 2022 hat Emmi, nach dem russischen Überfall auf die Ukraine, nach eigenen Angaben das Geschäft mit Russland eingestellt.

## Produkte

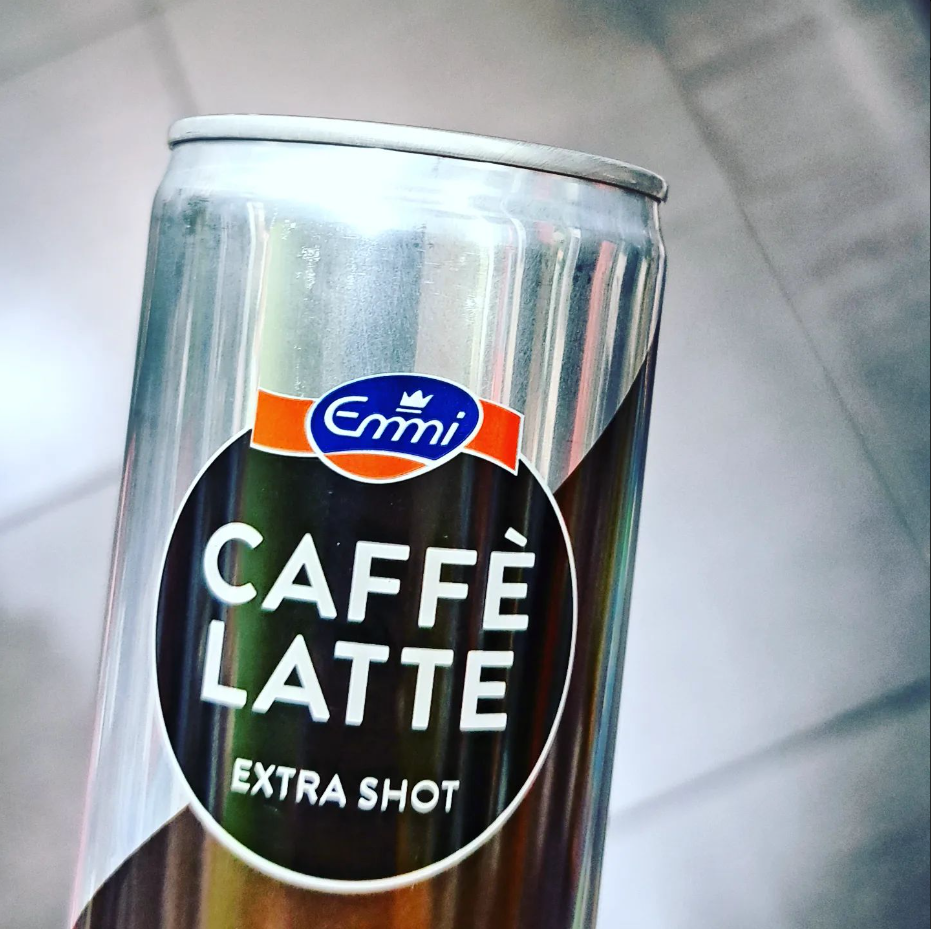
Caffè Latte Dose aus Slowenien

Im März 2004 wurde Caffè Latte in die Produktpalette von Emmi aufgenommen. Das Mischgetränk aus Milch und Kaffee ist das erfolgreichste Markenprodukt von Emmi. Als Erfinder gilt Erich Kienle. Seit März 2018 wird bei Coop auch eine Variante in Bio-Suisse-Qualität angeboten.
Ende 2010 hat Emmi die Markenrechte für Onken von der Oetker-Gruppe übernommen. Im selben Jahr hat Emmi die Marke Le Petit Chevrier in der Schweiz übernommen und ist damit ins Geschäft mit Ziegenmilch eingestiegen. Seither wurden einige weitere Akquisitionen, auch im Bereich Schafmilch, getätigt. 2019 wurde die österreichische Firma Leeb übernommen, welche durch die Firma Hale auch biologisch-vegane Milchersatzprodukte unter der Marke MyLove-MyLife vertreibt. 2020 wurde die Marke Beleaf für vegane Milchersatzprodukte lanciert. Bei der Beleaf-Hafermilch setzt Emmi seit 2021 auf Schweizer Hafer. Während diese IP-Suisse-Qualität aufweist, wird für die Coop-Eigenmarke Karma seit 2023 eine Hafermilch aus Schweizer Biohafer produziert welche Bio-Suisse-Qualität aufweist.
Im April 2019 wurde bekannt, dass für einige Märkte der Name Caffè Latte gegen Emmi Republic of Blends ersetzt wird, da der bisherige Name auch von der Konkurrenz verwendet wird. Bei den kalten Kaffees ist Emmi mit 17,2 % Marktanteil Marktführer in Westeuropa.
Im Oktober 2022 hat Denner Knospe-Biomilch von Emmi ins Sortiment aufgenommen. 2023 hat Emmi die Vermarktung des Sbrinz AOP übernommen. Im Jahr 2023 wurde im italienischen Campogalliano ein neues Werk für die Dessertproduktion eröffnet.

## Präsidenten und Geschäftsführer
Von 1993 bis 2003 war Franz Jung, der Präsident des MVL, Verwaltungsratspräsident. Von 2003 bis 2009 hatte Fritz Wyss (seit 2010 Ehrenpräsident des Emmi Verwaltungsrats) dieses Amt inne. An der Generalversammlung vom 20. Mai 2009 wurde Konrad Graber zum neuen Verwaltungsratspräsidenten der Emmi AG gewählt. Seit 2023 ist der bisherige CEO Urs Riedener VR-Präsident.
CEO ist seit Januar 2023 Ricarda Demarmels. Sie folgte auf Urs Riedener, der das Unternehmen seit März 2008 leitete. Ihm vorausgegangen sind Walter Huber (2004–2008) und Fritz Wyss (1998–2004).

## Zahlen und Fakten
Mit dem Zusammenbruch von Swiss Dairy Food (SDF) Mitte 2002 wurde Emmi zum führenden Lebensmittelkonzern in der Schweizer Milchwirtschaft. 2024 hatte Emmi Tochtergesellschaften in 15 Ländern. Im Jahr 2020 beschäftigte das Unternehmen knapp 8700 Mitarbeiter, davon über zwei Drittel im Ausland. Der Nettoumsatz nach Produktgruppen teilte sich im Jahr 2024 wie folgt auf:
- 29,6 % Frischprodukte
- 29,0 % Käse
- 25,6 % Molkereiprodukte
- 5,9 % Frischkäse
- 4,4 % Pulver/Konzentrate
- 5,5 % übrige Produkte/Dienstleistungen[2]

2008 lag der Auslandumsatzanteil, mit Exporten aus der Schweiz und mit von ausländischen Tochtergesellschaften hergestellten Produkten, noch bei 23 Prozent und konnte bis 2021 auf 57 Prozent erhöht werden. Im Gegensatz hat der Umsatz in der Schweiz seit 2008 um rund einen Fünftel abgenommen. Seit dem Börsengang 2004 hat sich der Aktien-Preis von 100 auf über 1000 Franken erhöht, liegt nun aber wieder darunter.

## Unternehmenszu- und -verkäufe
Schweiz
| Zeitpunkt     | Unternehmen | Sitz                | Umsatz (zum Zeitpunkt der Akquisition) | Beschäftigte |
| ------------- | --- | ------------------- | -------------------------------------- | ------------ |
| Juli 2020     | Die zur Emmi-Gruppe gehörende Baumann Käse AG übernimmt die Chäs Hütte Zollikon GmbH | Zollikon            |                                        |              |
| April 2019    | Verkauf Emmi Frisch-Service AG | Schlieren           | ca. CHF 110 Mio.                       | ca. 160      |
| Juli 2016     | Vollständige Übernahme der Mittelland Molkerei AG (zuvor 60 %) | Suhr                | ca. CHF 500 Mio.                       | ca. 350      |
| Dezember 2014 | Vollständige Übernahme der Emmi Fondue AG (zuvor 65 %) | Thun                | k. A.                                  |              |
| April 2013    | Akquisition Käserei Studer AG | Hefenhofen          | ca. CHF 20 Mio.                        | ca. 24       |
| März 2013     | Rückverkauf der 60-%-Beteiligung an der Nutrifrais SA an LRG Groupe SA | Plan-les-Ouates     | siehe unten                            | siehe unten  |
| Juli 2011     | Akquisition Rutz Käse AG 2013 gelöscht | Wittenbach          | CHF 40 Mio.a                           | ca. 40       |
| Mai 2011      | Vollständige Übernahme der Molkerei Biedermann AG (zuvor Minderheitsbeteiligung), 2023 gelöscht und die Molkerei Biedermann, Zweigniederlassung der Emmi Schweiz AG geschaffen.                                                                            | Bischofszell        |                                        | ca. 110      |
| Sept. 2010    | Kauf des Grundstücks, des Gebäudes sowie der Produktionsanlagen der ehemaligen Regio Milch beider Basel AG in Frenkendorf (zusammen mit dem MIBA Milchverband der Nordwestschweiz). Emmi hält 80 % an der neuen Regio Molkerei beider Basel AG, MIBA 20 %. | Frenkendorf         |                                        |              |
| Juli 2010     | Akquisition Fromalp AG | Zollikofen          | CHF 100 Mio.                           | ca. 150      |
| April 2009    | 60-%-Beteiligung an der Nutrifrais SA von der LRG Groupe SA | Plan-les-Ouates     | ca. CHF 2 Mio.                         |              |
| 2008          | Verkauf der Beteiligung an der Baer AG an Lactalis (F) | Küssnacht am Rigi   |                                        |              |
| Juni 2008     | Die zur Emmi-Gruppe gehörende Baumann Käse AG übernimmt die Chäsbueb AG | Bern                |                                        |              |
| Januar 2008   | Akquisition der Walter Schmitt AG | Gossau SG           |                                        |              |
| Januar 2003   | Übernahme des ehemaligen Swiss Dairy Food-Betriebs Ostermundigen | Ostermundigen       |                                        |              |
| Januar 2003   | Übernahme der Tiger Käse AG | Langnau im Emmental |                                        |              |
| 2002/2003     | Übernahme der Gerberkäse AG | Thun                |                                        |              |
| Juni 2002     | Übernahme der "Chäs Renz" Schilling AG | Winterthur          | CHF 2 Mio.                             |              |
| Ende 2001     | Übernahme der Zingg AG | Köniz               |                                        |              |
| Januar 2001   | Übernahme der Burra AG | Zürich              |                                        |              |
| 2001          | Übernahme der Baumann Käse AG | Münchenbuchsee      |                                        |              |
| 2000          | 35-%-Beteiligung an der Baer AG | Küssnacht am Rigi   |                                        |              |
| 1998          | Übernahme des Käsezentrums von Coop | Kirchberg BE        |                                        |              |
| 1998          | Übernahme der Käsehandelsgesellschaft Gebrüder Joost AG | Langnau im Emmental |                                        |              |

Im Jahr 2000 übernahm Emmi 35 % an der von Edwin Baer gegründeten Baer AG und verkaufte die Anteile 2008 an Lactalis. 2003 wurden die vier Schmelzkäsehersteller Gerberkäse AG, Chalet Käse AG, Tigerkäse AG und Zingg AG zur Emmi Fondue AG zusammengeschlossen. Diese wiederum ist Mitglied beim Verband der Schweizerischen Schmelzkäseindustrie (SESK). 2010 wurde die Fromalp AG in Zollikofen von der Hochland SE übernommen. 2016 erfolgte die vollständige Übernahme der Mittelland Molkerei AG (MIMO) in Suhr mit rund 500 Millionen Franken Jahresumsatz, gegründet 2005 als Zusammenschluss der Emmi-Tochter Butterzentrale Luzern mit der AZM Aargauer Zentralmolkerei (früher Teil des Aargauer Milchverbands), wobei Emmi von Beginn an eine Beteiligung von 60 % an MIMO hielt, die AZM Verwaltungs AG (eine Tochter der Genossenschaft Milchproduzenten Mittelland (MPM); 2007 entstanden aus dem Aargauer Milchverband; Präsident ist der ehemalige Gemeindepräsident von Suhr, Marco Genoni) 40 %. Für den Verkauf aller Anteile erhielt die Genossenschaft neben einem Baranteil weitere Aktien der Emmi AG. 2019 wurde die Emmi Frisch-Service AG an die Transgourmet-Gruppe veräussert.
International
| Zeitpunkt     | Unternehmen | Umsatz (zum Zeitpunkt der Akquisition) | Beschäftigte |
| ------------- | --- | -------------------------------------- | ------------ |
| 2024          | Emmi kauft die Mademoiselle Desserts Group (F). | ca. EUR 420 Mio.                       | ca. 2000     |
| August 2023   | Emmi verkauft die Gläserne Molkerei, mit Standorten in Dechow und Münchehofe, an Mutares. |                                        |              |
| Juli 2023     | Emmi verkauft die 25-%-Beteiligung an Ambrosi S.p.A. (ITA) an Lactalis (F). |                                        |              |
| Dezember 2020 | Emmi verkauft die Beteiligung von 80 % an der spanischen Lácteos Caprinos S.A. an die Lácteas García Baquero S.A. | ca. EUR 10 Mio.                        | ca. 40       |
| Oktober 2020  | Emmi übernimmt 87,7 % der Anteile an der US-amerikanischen Indulge Desserts Intermediate Holdings, LLC. Diese firmiert seit dem Closing unter Emmi Dessert USA | ca. USD 80–90 Mio.                     | ca. 350      |
| August 2020   | Aufstockung der Beteiligung an der an Bettinehoeve (NED) von 60 % auf 90 % Die Erhöhung der Beteiligung an Bettinehoeve hat auch Auswirkungen auf den Anteil von Emmi an Goat Milk Powder (GMP), dem Gemeinschaftsunternehmen von Bettinehoeve und AVH dairy, einer anderen niederländischen Tochtergesellschaft von Emmi. Neu hält Emmi 80,9 % der Anteile von GMP. |                                        | ca. 115      |
| Oktober 2019  | Kauf der italienischen Pasticceria Quadrifoglio | ca. EUR 19 Mio.                        | ca. 90       |
| Oktober 2019  | Aufstockung der Beteiligung an der brasilianischen Laticínios Porto Alegre Indústria e Comércio S.A. von 40 % auf 70 %. | ca. BRL 630 Millionen (CHF 160 Mio.)   | ca. 1250     |
| Oktober 2019  | 66-%-Beteiligung an Leeb Biomilch GmbH mit Sitz in Wartberg an der Krems (AUT) | ca. EUR 15 Mio.                        | ca. 50       |
| Januar 2018   | Kauf zusätzliche Produktionsstätte in Seymour, Wisconsin (USA) |                                        | ca. 50       |
| August 2018   | Aufstockung der Beteiligung an Emmi Ambrosi France (FRA) von 51 % auf 85 % | ca. CHF 80 Mio.                        |              |
| Juli 2018     | Aufstockung der Beteiligung an AVH Dairy Trade B.V. (NED) von 75 % auf 90 % | ca. EUR 35 Mio.                        |              |
| Januar 2018   | Aufstockung der Beteiligung an der Centrale Laitière de Mahdia (TUN) auf 40,2 % | ca. CHF 140 Mio.                       | ca. 785      |
| Januar 2018   | Verkauf 22-%-Beteiligung an The Icelandic Milk and Skyr Corporation (USA) |                                        | ca. 50       |
| Januar 2017   | Akquisition Italian Fresh Foods S.p.A. (ITA) | ca. EUR 20 Mio.                        | ca. 70       |
| Januar 2017   | Jackson-Mitchell, Inc. (USA) | ca. USD 20 Mio.                        | ca. 30       |
| Dezember 2016 | Lácteos Caprinos S.A. (ESP) | ca. EUR 13 Mio.                        | ca. 30       |
| Mai 2016      | Aufstockung der Beteiligung an der Gruppe Surlat S.A. (CL) von 60 % auf 72 % | ca. CHF 90 Mio.                        |              |
| 2016          | Akquisition Cowgirl Creamery Corporation (USA) | ca. USD 20 Mio.                        | ca. 95       |
| Februar 2016  | 60-%-Beteiligung an Bettinehoeve (NED) | ca. EUR 40 Mio.                        | ca. 115      |
| Februar 2016  | Aufstockung der Beteiligung an Goat Milk Powder (NED) von 50 % auf 60 % | k. A.                                  | k. A.        |
| Januar 2016   | Vollständige Übernahme der Gläsernen Molkerei (DEU) (zuvor 76 %) | ca. EUR 100 Mio.                       | ca. 100      |
| Dezember 2015 | Akquisition Redwood Farm & Creamery (USA) | ca. USD 22 Mio.                        | ca. 70       |
| Januar 2015   | Akquisition Käsegeschäft J.L. Freeman (CAD) | ca. CHF 35 Mio.                        | ca. 20       |
| Dezember 2014 | Verkauf Emmi Penn Yan (USA) | ca. USD 30 Mio.                        | A..          |
| Oktober 2016  | Verkauf Trentinalatte (ITA) | k. A.                                  | k. A.        |
| August 2014   | Aufstockung der Beteiligung an der Gläsernen Molkerei (DE) von 24 % auf 76 % | siehe oben                             | siehe oben   |
| Januar 2014   | 50-%-Beteiligung an der Mexideli 2000 Holding SA de CV (MEX) | ca. USD 50 Mio.                        | ca. 250      |
| Dezember 2013 | 24-%-Beteiligung an The Icelandic Milk and Skyr Corporation (USA) | ca. USD 17 Mio.                        | k. A.        |
| Juli 2013     | Akquisition Rachelli (ITA) | ca. EUR 25 Mio.                        | ca. 85       |
| Januar 2013   | 70-%-Beteiligung an AVH Dairy Trade (NED) | EUR 16,5 Mio.a                         | k. A.        |
| Oktober 2012  | 25-%-Beteiligung an der Gläsernen Molkerei (DE) | siehe oben                             | siehe oben   |
| August 2012   | Aufstockung der Beteiligung an Venchiaredo S.p.A. (ITA) von 10 % auf 26 % |                                        | ca. 85       |
| Juli 2012     | Aufstockung der Beteiligung an Diprola S.A.S. (FRA) auf 63 % (zuvor 25 %, mit Ambrosi Emmi France) | EUR 80 Mio.a                           | ca. 140      |
| Juli 2012     | Aufstockung der Beteiligung an Kaiku Corporación Alimentaria (ESP) von 42,6 % auf 66 % | EUR 320 Mio.a                          | ca. 100      |
| Juni 2011     | Akquisition A-27 S.p.A. (ITA) | EUR 65 Mio.a                           | ca. 230      |
| August 2010   | Akquisition Cypress Grove Chevre (USA) | USD 10 Mio.a                           | ca. 45       |
| August 2010   | Vollständige Übernahme CASP LLC (später Emmi Penn Yan) (USA) | USD 6 Mio.a                            | ca. 20       |
| Januar 2010   | 25-%-Beteiligung an Diprola (FRA) |                                        | k. A.        |
| Januar 2010   | 10-%-Beteiligung an Venchiaredo S.p.A. (ITA) |                                        | k. A.        |
| Januar 2009   | Akquisition Roth Käse USA Ltd (USA) | USD 90 Mio.a                           | ca. 125      |
| Januar 2009   | Erhöhung der Beteiligung an Kaiku Corporación Alimentaria (ESP) auf 42,6 % |                                        |              |
| Januar 2008   | Akquisition Haerten & Interimex SA (BE) |                                        |              |
| Juni 2007     | 25-%-Beteiligung an Ambrosi S.p.A. (ITA) |                                        |              |
| Juli 2006     | Akquisition Trentinalatte S.p.A. (ITA) |                                        |              |
| Januar 2006   | Minderheitsbeteiligung an Kaiku Corporación Alimentaria (ESP) |                                        |              |
| Januar 2004   | Akquisition Craamer (NED) |                                        |              |

2014 erweiterte Emmi durch Übernahme von 50 % des mexikanischen Käseimporteurs Mexideli die Aktivitäten im lateinamerikanischen Markt. Der defizitäre italienische Joghurthersteller Trentinalatte (Umsatz zuletzt 43 Mio. CHF) wurde an die Industrieholding Livia des Finanzinvestors Peter Löw verkauft. Ende 2016 erwarb Emmi 80 % am spanischen Ziegenmilchverarbeiter Lácteos Caprinos und verkaufte sie Ende 2020 wieder. Im Juli 2019 wurde der Kauf der italienischen Pasticceria Quadrifoglio verkündet; der Vollzug der Transaktion stehe noch unter Vorbehalt der Genehmigung durch die zuständigen Wettbewerbsbehörden. Im August 2019 wurde bekannt, dass die chilenische Tochter mit einem Mitbewerber zusammengeschlossen und damit zur Nummer vier im chilenischen Milchmarkt werden soll. 2021 wurde bekannt, dass Emmi unter Vorbehalt der Zustimmung der zuständigen Wettbewerbsbehörden die Nummer eins im US-Feta-Markt Athenos von Lactalis übernehmen will.

## Verteilung der Aktienanteile
Aktien an der Emmi AG halten (Stand Ende 2024, Nominalkapital):
- Zentralschweizer Milchproduzenten, Luzern, 53,3 % (über die 100 %-Tochtergesellschaft ZMP Invest AG)
- Zentralschweizer Käsermeister Genossenschaft, Sursee, 4,0 %
- MIBA Genossenschaft, Aesch, 3,1 %
- Übrige 39,6 %

Im Juni 2025 verkaufte die Miba Genossenschaft 110'000 Namenaktien. Am 3. Mai 2024 meldete die UBS Fund Management (Switzerland) AG einen Anteil von 3.322 %. Die Capital Group Companies Inc. meldete per 7. Juni 2016 einen Anteil von 5.019 %.

## Sonstiges
- 2012 erhielt Emmi über 43 Millionen Franken einzig für die Verkäsungszulage aus der Bundeskasse.[77]
- Emmi ist stark im Veredelungsverkehr tätig. Beispielsweise hat Emmi 2020 bereits über 100 Tonnen Butter importiert, um ihn anschliessend als Schmelzkäse verarbeitet wieder zu exportieren.[78]
- Die Verwendung des Nutri-Score bei den Emmi Caffè Latte-Produkten führte zu Kritik, da diese trotz des hohen Zuckergehalts mit einem grünen B ausgezeichnet wurden. Das BLV suche nach einer Lösung.[79] Derweil gab Emmi bekannt, bei neuen Produkten den Nutri-Score nicht mehr zu verwenden.[80]